# Elezioni parlamentari in Etiopia del 2021
Le elezioni parlamentari in Etiopia del 2021 si tennero il 21 giugno (nella maggioranza delle regioni) e il 30 settembre (nella regione di Harar, nella regione dei Somali e nella regione delle Nazioni, Nazionalità e Popoli del Sud) per il rinnovo della Camera dei rappresentanti dei popoli; inizialmente fissate per il 29 agosto 2020, furono rinviate a causa della pandemia di COVID-19 ed ebbero luogo contestualmente alle elezioni regionali e comunali.

## Contesto
Nel maggio 2020 la Camera dei rappresentanti posticipò le elezioni al 2021; alla fine di dicembre 2020, l'Autorità elettorale nazionale dell'Etiopia (NEBE) annunciò che le elezioni si sarebbero svolte il 5 giugno 2021, ma furono ulteriormente rinviate al 21 giugno.
Si trattò delle prime elezioni multipartitiche dalle elezioni del 2005.
Il Fronte Democratico Rivoluzionario del Popolo Etiope (EPRDF), la coalizione politica che aveva dominato la politica etiope dal rovesciamento del regime Derg nel 1991, fu sciolto il 1º dicembre 2019: tre dei suoi quattro partiti membri, ossia il Movimento Democratico Nazionale Amhara (ANDM), il Partito Democratico Oromo (ODP) e il Movimento Democratico dei Popoli Etiopi Meridionali (SEPDM), si fusero per formare il Partito della Prosperità, che successe all'EPRDF come partito di governo. Il leader del nuovo soggetto politico divenne il primo ministro Abiy Ahmed Ali, ultimo leader dell'EPRDF.
Bekele Gerba e Jawar Mohammed, membri del Congresso Federalista Oromo (OFC), furono incarcerati il 30 giugno 2020, a seguito di una repressione da parte del governo dopo l'omicidio di Hachalu Hundessa. Il 19 settembre 2020 entrambi furono accusati di terrorismo: Jawar negò le accuse e affermò che il suo arresto era dovuto a motivi politici. L'OFC e il Fronte di Liberazione Oromo stavano progettando di partecipare alle elezioni, ma si ritirarono sostenendo che i risultati sarebbero stati falsati dal governo in carica.
Le elezioni videro una vittoria schiacciante per il Partito della Prosperità. Il 4 ottobre 2021 la Camera dei rappresentanti dei popoli confermò il primo ministro in carica.
Il 30 settembre 2021, si tennero nuove (o si schedularono le precedentemente posticipate) elezioni nelle regioni non in conflitto con il Governo che, tuttavia, per via di problemi logistici, brogli o problemi di sicurezza non avevano potuto tenere regolari elezioni, per le quali l’Autorità Elettorale Etiope aveva ordinato di indire le elezioni ad una nuova data.
L'Unione africana segnalò alcuni progressi nello svolgimento delle operazioni di voto ed esortò il governo “a continuare l'impegno per la democrazia”.

## Risultati
| Liste                                        | Seggi |
| -------------------------------------------- | ----- |
| Partito della Prosperità                     | 454   |
| Movimento Nazionale di Amhara                | 5     |
| Cittadini Etiopi per la Giustizia Sociale    | 4     |
| Organizzazione Democratica del Popolo Ghedeo | 2     |
| Partito Democratico del Popolo Kucha         | 1     |
| Indipendente                                 | 4     |
| Totale                                       | 470   |

- Sono rimasti provvisoriamente vacanti i seggi di spettanza ad aree in conflitto con il Governo Federale, come nel caso del Tigré (vedasi Guerra del Tigrè). Non è prevista, al momento, alcuna tornata elettorale in tali zone.
- 47 circoscrizioni che non avevano potuto fornire risultati (e dunque attribuire seggi) in ragione di impossibilità logistiche e di sicurezza nello svolgimento delle elezioni, o addirittura per via di irregolarità elettorali o altri simili motivi, hanno dovuto indire nuove elezioni (o posticipare le precedenti) al 30 settembre 2021, data comune scelta dal Governo Federale Etiope. I risultati elettorali mancanti sono stati comunicati a partire dal 2 novembre 2021.